# Saint-Fabien-de-Panet
Saint-Fabien-de-Panet est une municipalité de paroisse du Québec (Canada) faisant partie de la municipalité régionale de comté de Montmagny elle-même comprise dans la région administrative Chaudière-Appalaches.
Ce village d'environ 1000 habitants est situé au sommet d'une grande colline, dans le village on retrouve des services comme un CLSC, une piscine, un service ambulancier, des restaurants, des hôtels, une église centenaire, de nombreuses habitations pour personne âgés, des logements, une école, etc.

## Toponymie
La paroisse a été sous le patronage de saint Fabien en l'honneur de l'abbé Joseph-Fabien Dumais, qui fut l'un des premiers curés à desservir la mission Saint-Théodore de 1902 à 1904. L'élément Panet rappelle qu'une partie du territoire de la municipalité fait partie du canton de Panet dont le nom rappelle le souvenir de monseigneur Bernard-Claude Panet.
Quant à la mission Saint-Théodore, l'origine de son nom était en hommage à l'abbé Joseph-Théodore Mercier qui était alors curé à Saint-Magloire.

## Histoire
Les premiers colons de ce qui deviendra Saint-Fabien-de-Panet arrivent à la fin XIXe siècle. En 1901, la mission Saint-Théodore est fondée. L'année 1904 est marqué par l'ouverture des registres de la paroisse, de la nomination du premier curé résident ainsi que le changement de nom en Saint-Fabien. Le 26 mars 1907, la constitution de la municipalité de paroisse de Saint-Fabien-de-Panet a lieu. L'érection canonique a lieu le 11 mai 1914.

### Chronologie
- 26 mars 1907 : Érection de la paroisse de Saint-Fabien de Panet.
- 15 mars 1969 : La paroisse de Saint-Fabien de Panet devient la municipalité de paroisse de Saint-Fabien-de-Panet.

### Héraldique
| Bien haut dans mon cœur |
| ----------------------- |

| L'écu de Saint-Fabien-de-Panet se blasonne ainsi : Divisé en chevron d'or sur sinople à trois cloches de l'un à l'autre. |

## Géographie
La rivière aux Orignaux traverse la limite ouest de la municipalité.
Le crénon de la rivière Shidgel, qui coule vers le sud-est, est situé à l'ouest de la municipalité.
La Rivière Devost, qui coule vers le sud, et la Petite rivière Noire, qui à partir de son crénon coule vers le nord, rejoignent leur confluence avec la rivière Noire Nord-Ouest au nord-ouest de la municipalité. La rivière Noire Nord-Ouest, dont la source, le lac Talon, est situé au nord-ouest, traverse la municipalité du nord-ouest au sud-est.
À partir de son crénon, la rivière à la Loutre coule vers le sud-est de la municipalité.

## Démographie
| 1921  | 1931 | 1941  | 1951  | 1956  | 1961  | 1966  | 1971  | 1976  |
| ----- | ---- | ----- | ----- | ----- | ----- | ----- | ----- | ----- |
| 1 039 | 942  | 1 417 | 1 464 | 1 654 | 1 537 | 1 270 | 1 126 | 1 054 |

| 1981  | 1986  | 1991 | 1996  | 2001  | 2006  | 2011 | 2016 | 2021 |
| ----- | ----- | ---- | ----- | ----- | ----- | ---- | ---- | ---- |
| 1 067 | 1 078 | 985  | 1 061 | 1 021 | 1 057 | 992  | 954  | 945  |

## Administration
Les élections municipales se font en bloc pour le maire et les six conseillers.
| Saint-Fabien-de-Panet Maires depuis 2003                                                                             |                    |         |          |
| Élection | Maire              | Qualité | Résultat |
| 2003 | Pierre Thibaudeau  |         | Voir     |
| 2005 | Pierre Thibaudeau  | Voir    |          |
| 2009 | Pierre Thibaudeau  | Voir    |          |
| 2013 | Claude Doyon       |         | Voir     |
| 2013 | Claude Doyon       | Voir    |          |
| 2017 | Claude Doyon       | Voir    |          |
| 2021 | Laurent Laverdière |         | Voir     |
| Élection partielle en italique Depuis 2005, les élections sont simultanées dans toutes les municipalités québécoises |                    |         |          |

## Personnalités liées à la municipalité
- Fabien Bélanger (1936-1983), député de Mégantic-Compton entre 1980 et 1983.
- Rosaire Bertrand (1936-), député péquiste de Charlevoix entre 1994 et 2007 et ministre responsable de la Capitale-Nationale entre 2001 et 2003.